# Big Creek (Belize)
Pour les articles homonymes, voir Big Creek.

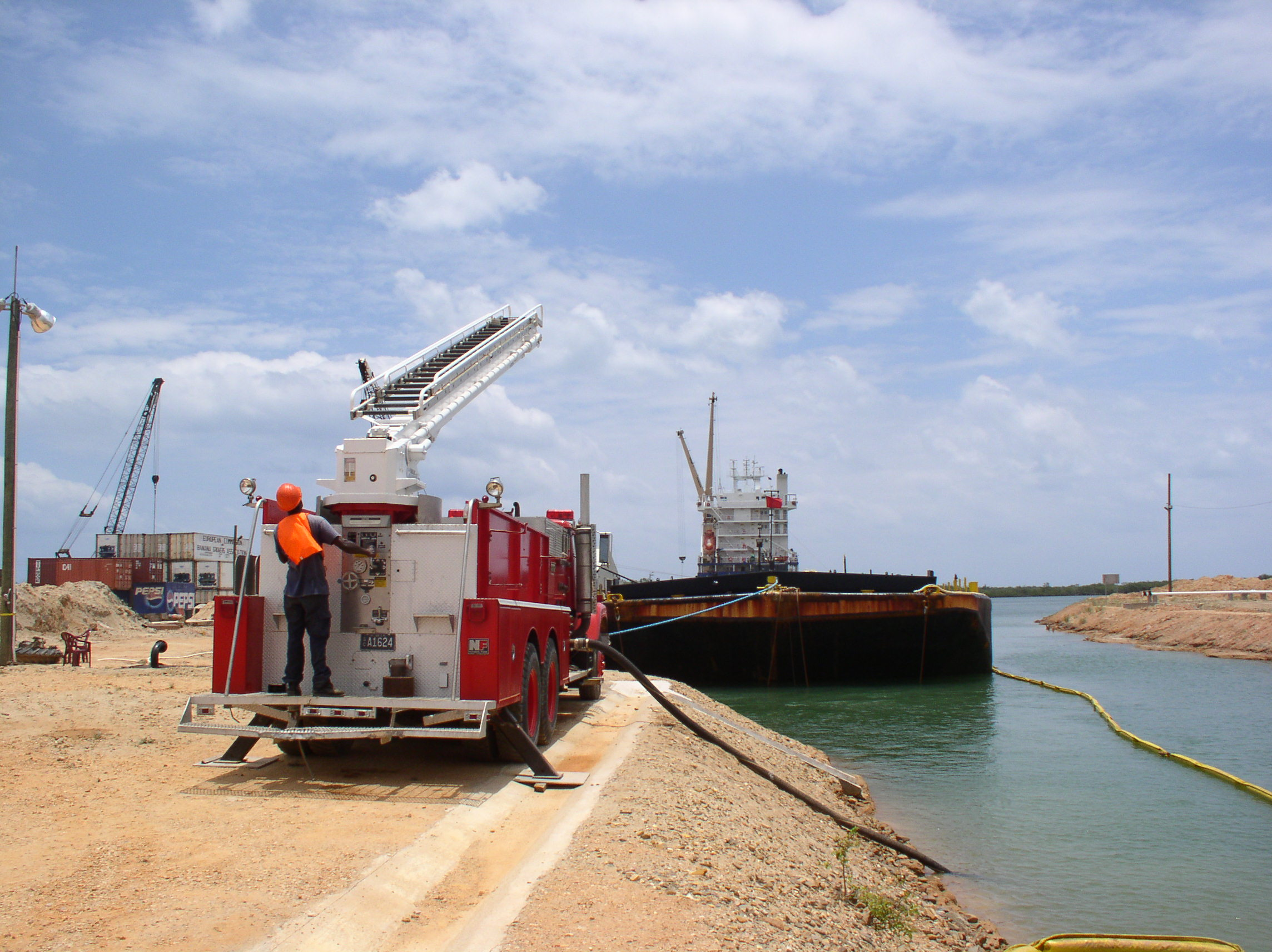
Chargement d'une barge de pétrole au port de Big Creek.

Big Creek (ou Cala Grande) est un port maritime de commerce du Belize construit dans les années 1990. Propriété de l'entreprise Banana Enterprises Limited, il est le deuxième port le plus important du pays, après celui de Belize City.

## Géographie
Big Creek («Grande Crique» en anglais) est situé au nord du district de Toledo, à la limite du district de Stann Creek. C'est un port d'eau profonde établi sur l'estuaire du Big Creek, à 2,5 km de son embouchure dans la mer des Caraïbes.
La ville la plus proche est Independence and Mango Creek, à 3 km au nord. 

## Activités
Big Creek est le premier port du Belize pour l'exportation de bananes. Les agrumes, les crevettes et le pétrole sont également exportés.

## Histoire
Le 8 octobre 2001, le Wave Dancer, un bateau transportant des plongeurs sportifs, se brisa contre la jetée de Big Creek en tentant d'échapper à l'Ouragan Iris. Vingt personnes (trois membres d'équipage et 17 plongeurs) ont perdu la vie.